# ゼイビア・レゲット
アンソニー・ゼイビア・レゲット（Anthony Xavier Legette, 2001年1月29日 - ）は、アメリカ合衆国サウスカロライナ州マリンズ出身のアメリカンフットボール選手。ポジションはワイドレシーバー。

## 経歴

### カレッジ
サウスカロライナ大学では最初の4年間で通算42レシーブ、423レシーブ獲得ヤード、5つのレシービングTDを記録した。
5年目の2023年シーズンは大幅に成績を伸ばし、71レシーブ、1,255レシーブ獲得ヤード、7つのレシービングTDを記録した。

### カロライナ・パンサーズ
| 6 ft 1 in (185 cm)                  | 221 lb (100 kg) | 31+7⁄8 in (81 cm) | 9 in (23 cm) | 4.39 s | 1.54 s | 2.61 s | 40.0 in (102 cm) | 10 ft 6 in (3.20 m) | 24 回 |
| All values from NFL Combine/Pro Day |                 |                   |              |        |        |        |                  |                     |       |

2024年のNFLドラフトにて全体32位でカロライナ・パンサーズから指名された。